# Royaume des Burgondes
Pour les articles homonymes, voir Royaume de Bourgogne.
411–534
Entités précédentes :
- Empire romain d'Occident

Entités suivantes :
- Premier royaume de Bourgogne

Le royaume des Burgondes, ou Burgondie (en allemand Burgund), est un royaume barbare créé par le peuple burgonde qui se décompose en deux périodes et deux royaumes distincts :
- Le premier : le royaume burgonde rhénan ou royaume de Worms (411-437)
- Le second : le royaume burgonde rhodanien ou Burgondie (443-534)

Le second royaume, le plus important, débute après l'installation des Burgondes sur les bords du lac Léman, en Sapaudie, au Ve siècle. Sa capitale initialement Genève est ensuite fixée à Lyon. Son souverain le plus glorieux, Gondebaud, gouverne à son apogée, un territoire qui s'étend de Gien (sur la Loire) au lac de Constance (en Suisse) et de Chaumont à Marseille voire Perpignan entre 507 et 509. Les velléités de ses voisins notamment Francs et Ostrogoths auront raison de son existence qui s'achève en 534. 
Mais son identité, ses lois et sa culture demeurent encore plusieurs siècles. Pendant les six prochains, les remous de l’histoire font naître successivement différentes entités géopolitiques aux limites territoriales toujours changeantes qui prennent le nom de Bourgogne.

## Limites géographiques

### Le territoire
À son apogée, la Burgondie incluait :
- L'ancienne région Bourgogne sans le secteur de Sens.
- La moitié sud-ouest du département de la Haute-Marne (avec Langres et Chaumont).
- L'actuelle Franche-Comté.
- La Suisse actuelle de Genève au lac de Constance, mais sans le nord-ouest avec Bâle ni la partie sud-est (Grisons, Glaris, Saint-Gal et Tessin)
- La Vallée d'Aoste
- Le nord-est de l'Allier avec Moulins
- Le Lyonnais,
- Les Dombes, la Bresse, le Bugey et le pays de Gex (Ain)
- La Savoie
- Le Vivarais
- Le Dauphiné
- La Provence

De 470 à 475 et de 508 à 511 :
- Le Gévaudan
- Le Velay

De 507 à 509 :
- La Septimanie (sans la partie ouest avec Carcassonne)

### Les Villes du royaume
Les principales villes du royaume burgonde étaient Lyon, Vienne, Embrun, Avignon, Valence, Genève, Saint-Maurice, Besançon, Dijon, Autun, Nevers, Auxerre, Marseille, Arles et Langres.

## Historique

### Le royaume de Worms

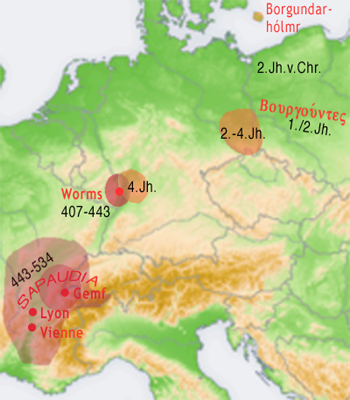
Evolution des foyers de peuplement burgondes

Profitant de la faiblesse de l'Empire romain d'Occident, les Burgondes, à la suite des Vandales, franchissent le Rhin à Mogontiacum (Mayence) en 406 et s'introduisent en Gaule. Gondicaire est généralement considéré comme le fondateur, en 411 ou 413, du premier royaume burgonde avec le statut de fédéré, établi sur la rive gauche du Rhin, avec Worms/Alzey comme capitale. Il lutte tour à tour contre les Romains, les Suèves, les Alamans et les Huns.
Dans les premiers temps de leur séjour sur le territoire romain, le christianisme se répand parmi les peuples barbares, Goths et Vandales, à la voix de l’évêque arien Wulfila, (ou Ulfila), dépêché aux Goths vers les années 340 et traducteur de la bible en langue gotique. Les sources apportent des témoignages contradictoires à la forme de christianisme - nicéen ou arien - adoptée par les Burgondes lorsqu'ils ont délaissé le paganisme et soulèvent une controverse parmi les historiens. Plus tard, alors que les Burgondes occupent la vallée de la Saône et du Rhône, Avit de Vienne et Grégoire de Tours indiquent que l'arianisme est bien implanté chez les Burgondes. Katalin Escher indique que l'explication qui semble la plus rationnelle est de considérer que les Burgondes se sont convertis du paganisme au christianisme nicéen dans le royaume rhénan et qu'un arianisme est apparu dans le royaume rhodanien.
Après vingt ans d'établissement autour de Worms, les Burgondes rompent le traité qui les lie à Rome et s'étendent en Germanie supérieure vers Strasbourg et Spire. Ils sont attaqués sur la rive droite du Rhin. Gondicaire est tué lors d'une bataille livrée contre des mercenaires huns à la solde du général en chef romain Aetius en 437. La bataille de Worms/Alzey est évoquée dans la légende des Nibelungen, où Gondicaire est l'époux de Brunehilde sous le nom de Gunther (ou Gunnar).
La terrible défaite de 437 et la mort de Gondicaire a constitué une véritable rupture dans l'histoire des Burgondes. Elle eut pour conséquence la fin du royaume de Worms, dont le territoire revint sous le contrôle direct des Romains.

### La naissance de la Burgondie
Les Burgondes obtiennent l'autorisation des autorités de l'Empire pour migrer en Sapaudie (région de Genève), sur les bords du lac Léman et devenir fédérés de l'armée romaine en 443. Ils y édifient leur propre royaume sur les bords du lac Léman, le royaume des Burgondes (regnum Burgondionum), que l’on peut considérer comme le premier royaume de Bourgogne, dont le nom est issu du peuple burgonde. Ainsi placés sur le verrou stratégique que constitue l'axe Rhin-Rhône, les Burgondes protégeaient l'Empire des attaques des Alamans qui, par le passé, avaient déjà pillé la vallée du Rhône, les cités de Lyon, Vienne et Arles, couloirs essentiels de circulation des Gaules vers Rome.

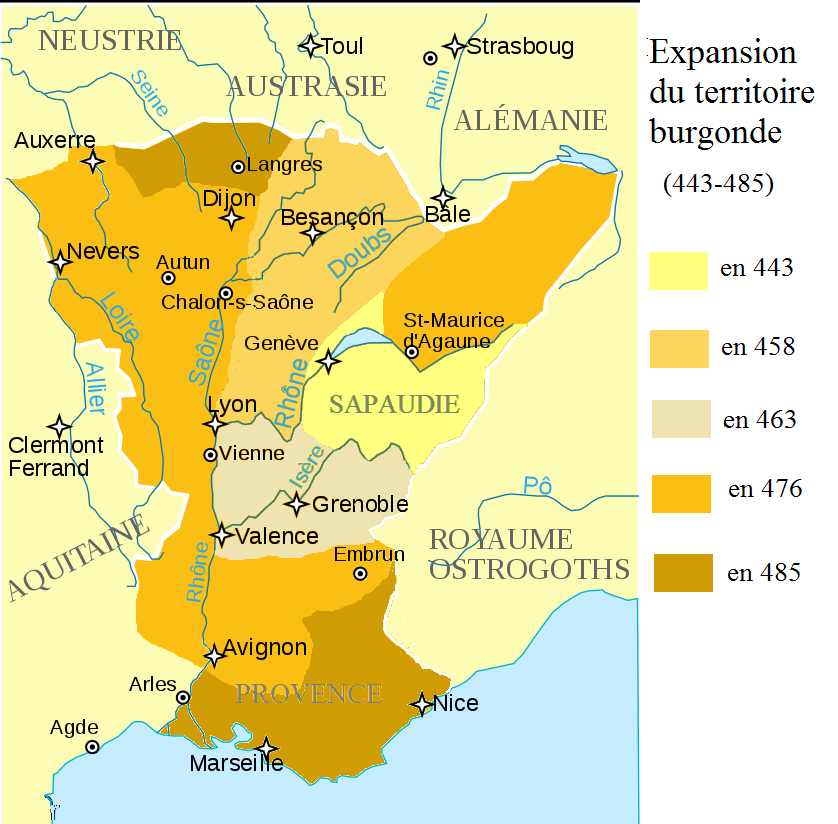
Agrandissements successifs du territoire Burgonde

La position des Burgondes face au pouvoir romain est alors ambivalente, les souverains veillant constamment sur leur légitimité. Contrairement à de nombreux autres confédérés germaniques, les Burgondes respectent scrupuleusement les obligations imposées par leur statut de fédérés et luttent à de nombreuses reprises contre les envahisseurs. Des troupes burgondes aux ordres d’Aetius combattent les Huns puis prennent part à l’offensive contre les Suèves au milieu du Ve siècle.
En 457, après la mort d’Aetius, les Burgondes exploitent la situation trouble en Gaule pour envahir la région autour de Lyon. Ils conquièrent à cette occasion, la Bresse, le Bugey et le Jura jusqu'aux Vosges et à la Trouée de Belfort. L’année suivante, ils assiègent Lyon qui tombe en leur pouvoir à une date incertaine, vers 461, et sert de résidence à partir de cette date aux rois des Burgondes.
En 463, ils s'emparent du sud de Lyon jusqu’à la ville de Die ainsi qu'une partie des Alpes. En Auvergne, en 470, ils combattent à nouveau aux côtés des Romains, contre les Wisigoths et s'emparent de Nevers, d'une bande de terre au nord-est allant jusqu'a Moulins ainsi que du Vivarais, du Velay et du Gévaudan. Mais ces deux dernières provinces seront conquises par le roi wisigoths Euric en 475 puis régulièrement disputées entre 508 et 516. Les frontières dans ce secteur seront fluctuantes jusqu'à la fin du royaume burgonde, les francs prenant la suite des anciennes revendications wisigothes.
Dans les années 470 et 480, ils partent en guerre contre les Alamans au nord-est, qu'ils repoussent. En 476, ils connaissent leur plus grande expansion : ils s'emparent du reste de la Vallée du Rhône jusqu'à la Durance, de la vallée de la Saône, d'une grande partie de l'actuelle Suisse et de l'actuelle Bourgogne jusqu’à la Loire et la ville de Gien. L'expansion continue. En l'an 484, Gondebaud, roi des Burgondes, franchit la Durance et s'empare de la Provence avec Nice, Arles et Marseille. L'année suivante, il parvient à prendre Langres et son diocèse, et en 489 s'empare du Valais et de la vallée d'Aoste ce qui marque l'extension maximale du royaume. Les prochaines tentatives de conquêtes, notamment vers le sud et l'ouest, ne seront que des succès temporaires qui se solderont toutes par des échecs.
Les principales villes du Royaume seront Lyon, Vienne et Genève, mais Autun, Besançon, Saint-Maurice, Arles et Avignon joueront également parfois, des rôles de tout premier plan. Le royaume Burgonde s'étend sur les provinces parmi les plus riches de l'empire, et ne tardera pas à susciter la convoitise de ses voisins et notamment des Francs.

### L'apogée

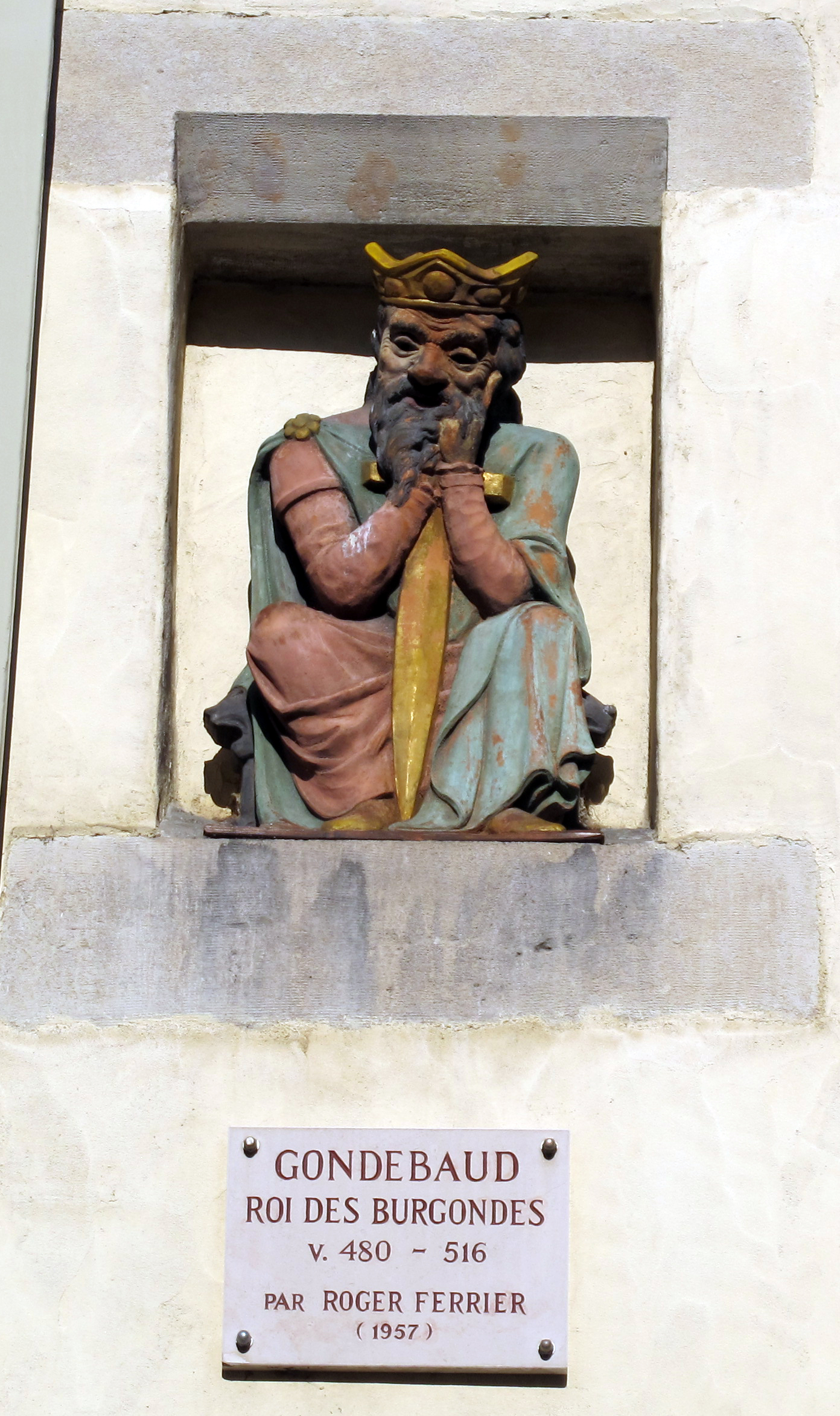
Le roi des burgondes Gondebaud

Le processus de romanisation des Burgondes s’accélère. Le roi autorise le conubium, c’est-à-dire les mariages entre Burgondes et Romains des provinces. L’étonnante faculté d’adaptation des Burgondes entraîne la perte de tout sentiment d’identité et l'assimilation rapide aux peuples parmi lesquels ils vivaient. L’aristocratie gallo-romaine qui coexistait sans peine avec les Burgondes y voit une garantie de maintien de l’ordre établi lui permettant peut-être de reprendre possession de ses terres,. À la suite de la déposition de l’empereur Romulus Augustule en 476, le roi des Burgondes exerce directement sur son territoire les pouvoirs de l’empereur d’Occident,. Toutefois, afin de légitimer sa bonne foi romaine, il demande à l’empereur d’Orient de le confirmer dans son rang de magister militum. Un trait marquant de la royauté burgonde est la dévolution d'apanages à des membres de la famille royale sans que la souveraineté soit pour autant divisée ; aux côtés de Lyon, Genève et Vienne deviennent ainsi des résidences royales. Cette cohabitation des éléments romains et germaniques se concrétise dans la « loi Gombette » (de Gondebaud) ou « Loi des Burgondes ». Promulguée au début du VIe siècle par le roi Gondebaud, puis complétée par ses successeurs, elle fixe les usages à respecter par les sujets burgondes du royaume. Une seconde loi ou « Loi romaine des Burgondes » fixe le droit des sujets gallo-romains du royaume. Prises dans leur ensemble ces deux lois démontrent le degré de cohabitation entre les libres romains et germaniques. Par ces lois et ces efforts de cohabitation, un sentiment d'appartenance à un royaume burgonde va émerger et surtout perdurer dans la population.
Gondebaud est le petit-fils de Gondicaire, fondateur de la monarchie burgonde, et le fils aîné de Gondioc. Éduqué à la cour impériale de Ravenne et magister militum de la Gaule, Gondebaud est élevé au rang de patrice des Romains en 472 et exerce véritablement le pouvoir dans les régions qu'il contrôle.
Le royaume Burgonde est un peu différent dans son fonctionnement que le royaume franc. Le territoire et la gouvernance est partagé entre un père et son héritier ou entre tout les fils à la mort du roi. Mais à la différence du royaume franc, le royaume n'est pas réellement morcelé et l'unité de ce dernier est préservé. Si Lyon demeure la véritable capitale, Vienne, Genève voire Besançon et Valence ont pu jouer ponctuellement ce rôle.
Le royaume est divisé en comtés et les comtes jouent un rôle déterminant dans la gestion du pays. Le roi est à la tête d'une vaste bureaucratie composée, de magistrats, de fonctionnaires royaux (optimate) avec à leur tête le maire du palais.
Dans le domaine religieux, qui dans d’autres royaumes revêt un aspect hautement politique, on n’observe aucune controverse entre ariens et catholiques même si les Burgondes sont ariens. La maison royale semble s’être orientée très tôt vers le catholicisme. De plus, il n’est pas certain que tous les rois burgondes aient été ariens, même si les hauts postes de l’Église étaient occupés dans le royaume par des ariens.
À son apogée, ce royaume occupe un espace considérable : il trouve ses limites, au nord de Langres, au midi jusqu'à Marseille et la méditerranée. À l’ouest il s'étend jusqu’à Gien, et au nord-est jusque sur les bords du lac de Constance.

### Revers militaires et déclin

#### La guerre civile
500 marque le commencement du déclin pour le royaume des Burgondes. Cette année-là, les francs et les Wisigoths lancent diverses attaques sur les Burgondes et battent ces derniers. Godégisile, frère du roi des Burgondes Gondebaud et insatisfait du partage du royaume avec son frère, proposa à son beau-frère Clovis de renverser Gondebaud en sa faveur en échange d’un tribut annuel et de cessions territoriales. En l'an 500, les Francs envahirent dans le royaume par le nord-est. Gondebaud, ignorant des dessins de son frère, demanda l'aide de ce dernier et, ensemble, marchèrent contre les envahisseurs.
Les trois armées se rencontrèrent près de Dijon, aujourd'hui Saint-Appolinaire, mais lorsque la bataille débuta, Godégisile trahit son frère et passa du côtés des Francs. Vaincu, Gondebaud s'enfuit vers la ville d'Avignon, tandis que son frère Godégisile se retire à Vienne et assume seul la royauté. Clovis souhaite poursuivre son ennemi et marche le long de la vallée du Rhône pour assiéger Avignon. Cependant, le siège s'avère difficile: la ville est bien fortifiée et Gondebaud lui tient tête par une défense efficace. Les Burgondes souffrent de leur côté, d'un manque de ressources qui ne permet pas de tenir un long siège. Les deux camps ont alors besoin de négocier. Un accord est finalement trouvé et le roi des Francs accepte de renoncer à la prise d'Avignon moyennant un lourd tribut . Les Wisigoths jouant le rôle de médiateur dans cette négociation, le roi Alaric II profite de la situation et du chaos engendré pour occuper et annexer la basse Provence au sud de la Durance.
La paix est signée en 502 sur la Cure pour mettre fin à la guerre; le sud de la Champagne (zone non clairement identifiée) ainsi que l'Auxerrois (dont a été détachée la ville nouvelle de Nevers), est cédé à Clovis. Les Wisigoths conservent pour leur part la basse Provence soit le sud de la Durance. Gondebaud s'en retourne alors contre son frère Godégisile qui est vaincu dans la cité de Vienne et exécuté avec une partie de sa famille.
Irrité contre l'exécution de son ancien allié, Clovis repart à l'offensive en 504 aidé par Théodoric, le roi des Ostrogoths. Après une défense opiniâtre, les Burgondes cèdent et s'effondrent entièrement. Mais l'entente entre les Ostrogoths et les Francs ne fonctionne pas et malgré une lourde défaite, les Burgondes s'en sortent avec le paiement d'un lourd tribut., sans perte de territoire.

#### La guerre franco-wisigothique

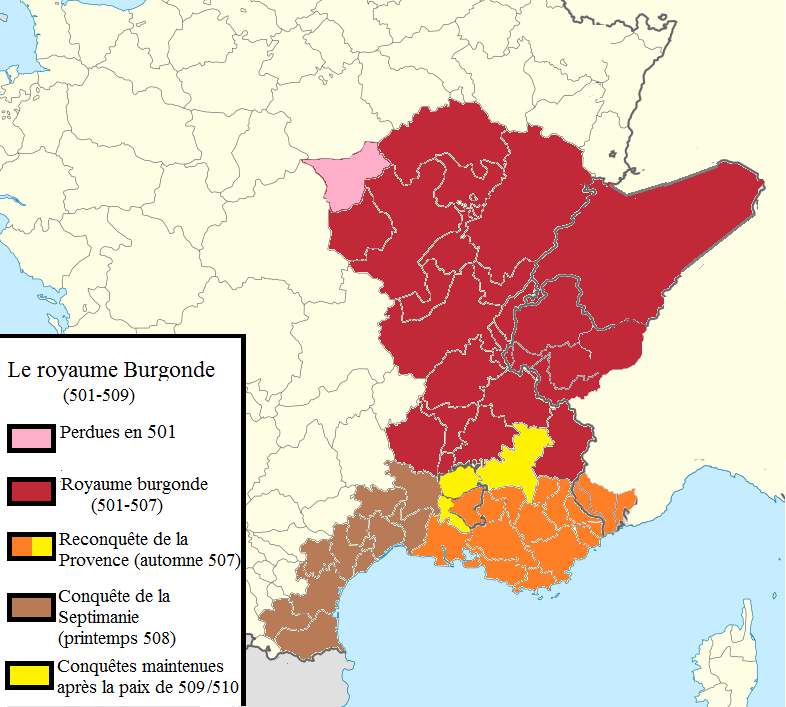
Conquête de la Septimanie et reprise de la Provence par Gondebaud entre 507 et 510

À l'automne 507, après la bataille de Vouillé, Francs et Burgondes cette fois-ci alliés, lancent des grandes offensives contre le royaume wisigoth alors chancelant. Les troupes burgondes menées par Gondebaud parviennent à reprendre presque entièrement le contrôle de la Provence, mais au terme d'un siège difficile, échouent à reprendre Arles, ainsi quelques régions côtières. Ils fondent simultanément sur la Septimanie et s'emparent de Nîmes puis de Narbonne au printemps 508. Les troupes wisigothes menées par Gésalic  battent en retraite vers Barcelone à l'abri derrière les Pyrénées. En dehors de la partie ouest avec Carcassonne qui résiste toujours aux Francs, toute la Septimanie est conquise par Gondebaud qui compte bien l'intégrer à son royaume. Les troupes burgondes participent également à la prise de Toulouse par les Francs la même année. Dans le même laps de temps en 508, le prince Sigismond avec une deuxième armée, reprend le contrôle du Gévaudan et du Velay pendant que les Francs de Thierry conquièrent l'Auvergne, le Rouergue et l'Albigeois. Burgondes et Francs semblent s'être mis d'accord sur un partage du territoire wisigoth qui, en dehors de Carcassonne et Arles, est entièrement conquis au nord des Pyrénées. La Provence, la Septimanie, le Velay et le Gévaudan pour les Burgondes et le reste (la majorité de l'Aquitaine première, la seconde, le Toulousain et Novempopulanie) pour les Francs. Mais c'est sans compter les velléités du Royaume Ostrogoth.

Mouvement des troupes ostrogotiques et franques en 508 et 509

Le 24 juin 508, les troupes de Théodoric quittent leurs garnisons du nord de l'Italie et se mettent en marche vers la Gaule. L'armée ostrogothique commandée par le général Ibba, prend les troupes burgondes à revers. À la suite d'un combat particulièrement meurtrier, elle libère Arles au cours de l'été 508 puis reprend Narbonne un peu plus tard. Les ostrogoths infligent de lourdes pertes aux troupes burgondes et franques qui sont contraints d'évacuer progressivement leurs conquêtes méditerranéennes. En 509 après une année de pause, une nouvelle offensive commandée par le général ostrogoth Mammo est lancée sur les alpes et la vallée du Rhône. Les troupes ostrogothiques franchissent les Alpes au Montgenèvre et ravagent la vallée d'Aoste, la Savoie et surtout la rive orientale de la vallée du Rhône notamment les cités d'Orange et de Valence. Les Burgondes se ressaisissent et parviennent à refouler les Ostrogoths au delà de la Durance et des Alpes mais le royaume burgonde est exsangue. La vallée du Rhône et ses habitants mettront des décennies à s'en remettre. Acculé, après deux années de combats coûteux et difficiles contre les Ostrogoths, Gondebaud négocie en 510, une paix aux conditions humiliantes : il perd la Provence, la Septimanie fraîchement conquise mais obtient la conservation du Velay, la restitution du nord ouest de la Provence (avec Orange et Avignon) et la ville de Viviers. La Septimanie quant à elle retourne aux Wisigoths. Le reste de la Provence demeure en possession de Théodoric, brisant définitivement l'espoir des Burgondes de se maintenir jusqu'au rives de la Méditerranée. Fin de l'année 511, les francs désormais ennemis, enlèvent le Gévaudan et le Velay aux Burgondes, peu après la mort de Clovis.

### Disparition du royaume

#### Derniers feux

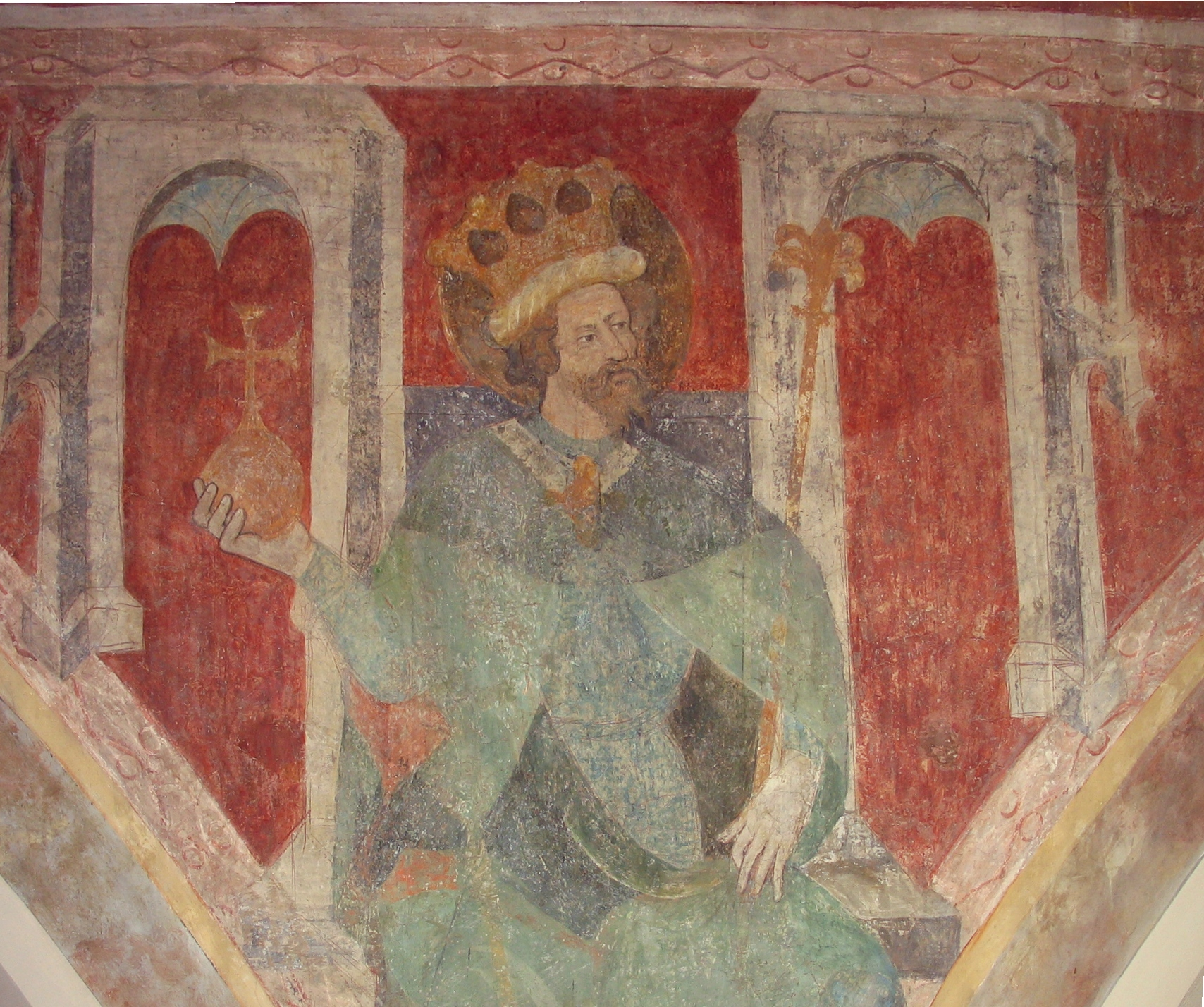
Sigismond, Église de la Sainte-Trinité (Constance), fresque datée entre 1417 et 1437.

Après la mort du roi Gondebaud, son fils Sigismond est proclamé roi; il mène une politique d'apaisement avec ses voisins et notamment les Ostrogoths En 517, les Burgondes perdent la vallée d'Aoste au profit des Ostrogoths. En 522, Francs et Ostrogoths reprennent l'offensive contre les Burgondes. Battu par les Francs mérovingiens, Sigismond est livré et mis à mort par Clodomir. Le 1er mai 524, Clodomir le fait décapiter avec sa femme et ses deux fils, Gistald et Gondebald, puis leurs corps sont jetés dans un puits dans un lieu nommé Columna  près d'Orléans, aujourd'hui Saint-Sigismond Son frère Godomar III, proclamé roi par l'aristocratie burgonde, réussit néanmoins à repousser les Francs à la bataille de Vézeronce en 524, dans laquelle Clodomir trouve la mort. Les Francs doivent attendre encore dix ans pour s’emparer du royaume. Godomar est un roi capable et compétent qui va améliorer la Loi Gombette, veiller à la concorde entre ses sujets et s'affirme en chef de guerre valeureux et efficace. Mais le royaume est à bout de souffle et isolé. Les visées franques de Clovis Ier, en 500 ou 501, sont poursuivies par ses fils, Clodomir, roi d'Orléans,et Clotaire, roi de Soissons, Childebert, roi de Paris lors de plusieurs campagnes militaires qui se déroulent entre 532 et 534. Après une année de siège, les deux frères finissent par s'emparer d'Autun en 532 d'où Godomar parvient à s'enfuir. Le royaume Burgonde affaiblit et épuisé par plus de trente ans de conflits est incapable de prendre le dessus. En 534 après deux ans de luttes, les souverains francs finissent par mettre un terme au Royaume burgonde au cours d'une dernière campagne. Après sa défaite décisive à Autun, Godomar III disparait de la scène politique de manière assez mystérieuse et se serait réfugié dans la profonde vallée du Valgaudemar, (département actuel des Hautes Alpes) à laquelle il aurait donné son nom.

#### Survivance de l'identité burgonde / bourguignonne
Malgré l'effondrement de la dynastie burgonde et la victoire définitive des successeurs de Clovis, la cohésion entre les deux ethnies burgonde et gallo-romaine, née des actions pacificatrices et unificatrices des rois burgondes fait naître un particularisme qui perdure. Un sentiment d'appartenance à un royaume bourguignon dont l'épine dorsale se situe dans la vallée du Rhône et de la Saône, va survivre plusieurs siècle encore. Le clergé a également pleinement participé à l'élaboration d'une conscience burgonde. Un récit ainsi construit affirme que Saint Irénée a envoyé les figures fondatrices de nombreux diocèses : Autun, Chalon, Langres, Dijon, Besançon et Valence. Cette légende permet d'unir religieusement tout le nord du royaume burgonde ; avec Lyon comme point central. De la même manière, la fondation du sanctuaire burgonde de Saint-Maurice d'Agaune dans le Valais voulue par Sigismond est fortement liée à Lyon, comme à Vienne, l'autre capitale burgonde.
Les Mérovingiens intègrent le Royaume burgonde aux différents royaumes mérovingiens mais lui conservent son individualité. La culture, les lois et l'identité Burgonde va survivre et conserver même une certaine inertie notamment jusqu'aux reformes des carolingiens. Le royaume burgonde devient alors le nouveau royaume de Bourgogne qui apparaît toujours comme une entité géopolitique forte, au même titre que la Neustrie et l'Austrasie. Cette identité bourguignonne s'effacera progressivement avec l'effritement du seconde royaume de Bourgogne ou Royaume d'Arles, au XIVe siècle et se déplacera vers le nord jusqu'aux Pays-Bas, en mutant et en évoluant avec la création de l'état bourguignon en 1363.